# Насер аль-Мухамад аль-Ахмад ас-Сабах
Насер аль-Мухамад аль-Ахмад ас-Сабах (араб. الشيخ ناصر المحمد الأحمد الجابر الصباح‎‎; нар. 22 грудня 1940) — кувейтський політик, шостий прем'єр-міністр Кувейту.

## Біографія
Шейх Насер народився 1940 року в родині шейха Мухамада — другого сина тогочасного кувейтського монарха Ахмада I — та сеїди Насими бінт Таліб аль-Накіб. Таким чином, шейх Насер є племінником двох кувейтських емірів: Джабіра III та Сабаха IV.
Середню освіту здобував у Кувейті та Великій Британії, вищу — у Швейцарії, де 1964 року закінчив Женевський університет, отримавши ступінь з політичних наук та економіки. Також отримав диплом з французької мови (1960). Також володіє англійською, французькою та трохи перською мовами.
Розпочав свою кар'єру 1964 року з праці в міністерстві закордонних справ Кувейту в ранзі третього секретаря кувейтського представництва при ООН. Пізніше був постійним представником своєї країни в європейському офісі ООН у Женеві.
Від 1966 до 1974 року обіймав посаду посла в Ірані, від 1968 одночасно — посла в Афганістані. 1979 року він став заступником міністра, а потім міністром інформації. Під час іракської окупації емірату в 1990—1991 роках створив першу кувейтську радіостанцію у вигнанні, та саме його голос почули в ефірі піддані держави, коли він звернувся до них зі словами: «Говорить Кувейт». Від вересня 1991 року очолював міністерство у справах канцелярії еміра.
8 лютого 2006 року новий емір Кувейту Сабах IV призначив свого племінника шейха Насера на посаду голови уряду та доручив йому формування нового кабінету міністрів.
28 жовтня 2007 року прем'єр-міністр вніс зміни до складу чинного уряду, розділивши міністерства оборони та внутрішніх справ. Тільки шість міністрів зі старого складу кабінету зберегли свої портфелі.
17 березня 2009 року парламент змушував шейха подати у відставку під тиском звинувачень у порушенні конституції та розтратах. Однак шейх Насер зберіг свою посаду, а парламент було розпущено. Втім 28 листопада 2011 року Насер вийшов у відставку з посади голови уряду.
26 квітня 2011 року Президент України Віктор Янукович нагородив шейха Насера орденом князя Ярослава Мудрого II ступеня за значний особистий внесок у подолання наслідків Чорнобильської катастрофи, реалізацію міжнародних гуманітарних програм, багаторічну плідну громадську діяльність.

## Родина
У 1969—1977 роках шейх Насер був одружений зі своєю двоюрідною тіткою — Шахразад бінт Хамуд ас-Сабах, онукою шейха Джабіра II. Від того шлюбу народились два сина: Сабах (21 березня 1970) й Ахмад (1971).